# هواوی اسند جی۶۰۰
هواوی اسند جی ۶۰۰ (به انگلیسی: Huawei Ascend G600) همچنین با نام دیگر هواوی یو۸۹۵۰ (به انگلیسی: HUAWEI U8950) یک گوشی هوشمند دارای سیستم‌عامل اندروید است که ساخت شرکت هواوی است. این گوشی تاریخ ۱۵ اوت ۲۰۱۲ معرفی شد.

## مدل
این گوشی در ۴ مدل مختلف به شرح زیر است و همهٔ آنها با فروشگاه گوگل پلی پشتیبانی می‌شوند:
- HUAWEI U8950N-1
- HUAWEI U8950N-51
- HUAWEI U8950-1
- HUAWEI U8950D

حرف اول از هر مدل شبکه است: U = UMTS (WCDMA), C = CDMA
D مخفف ویژگی پشتیبانی دو سیم کارت است. G600 U8950 در خارج از چین به فروش می‌رسد و تک سیم کارته است و C8950D که CDMA است دو سیم کارت را پشتیبانی می‌کند.
HUAWEI U8950N-1 و HUAWEI U8950N-51 مدل آمریکایی / استرالیایی است. درحالی که U8950D مدل چینی است.